# Hazuki
Hazuki (葉月) (nascido em Kasugai, 10 de dezembro de 1982) é um cantor, compositor e músico japonês, mais conhecido por ser vocalista e principal compositor da banda Lynch. Iniciou sua carreira solo em 2020, utilizando o nome em japonês Hazuki (葉月) para seus discos de baladas e HAZUKI, em maiúsculas, para lançamentos de rock com sua banda de apoio.
Além de cantar, Hazuki também toca baixo, guitarra e bateria. Ocasionalmente, faz livestreams de jogos em seu canal no YouTube.

## Carreira
Pouco antes de entrar no ensino médio, Hazuki fez seu primeiro show com amigos num salão em Kasugai, cerca de 100 pessoas participaram. Ele tocou covers de Kuroyume e L'Arc~en~Ciel. Aos 17 anos, ele começou a cantar na banda Kusse, até 1999. Em 2001 formou Berry com dois de seus colegas de banda, Yairi e Naoki, e lançaram o EP Hakuchi em novembro de 2002. Berry fez seu último show em 4 de julho de 2003, e no mesmo mês Hazuki formou o Deathgaze ao lado de Naoki. Porém, ele foi convidado pelo guitarrista Reo e baterista Asanao a formar uma nova banda em 2004, e em abril surgiu o lynch.
No início de 2005, Lynch fez seus primeiros shows e no dia 20 de abril lançaram seu primeiro álbum, greedy dead souls. Antes do baixista Akinori juntar-se oficialmente em 2010, contavam com baixistas suporte, mas ocasionalmente o próprio Hazuki gravava as linhas de baixo. Lynch entrou em uma gravadora major em 2010, porém o vocalista precisou se ausentar durante grande parte da turnê de comemoração, devido a uma crise de laringite. Em 2013, colaborou no álbum gene de Pay money To my Pain com vocais na faixa "Resurrection".
Hazuki fez seu primeiro show solo em 2016, intitulado Souen. Em 1 de outubro foi convidado surpresa de um show do Sads. No ano seguinte fundou a marca Urge (Undefined Rebel Gothic Element), que produz acessórios e camisetas. Em 2020, participou do álbum Aku do Mucc, cantando com Tatsurō na faixa "Memai". Mais tarde, em 16 de setembro, lançou seu primeiro álbum solo, Souen -Funeral-. Inclui covers de vários artistas como Kuroyume, Buck-Tick e Luna Sea e alcançou a nona posição nas paradas diárias da Oricon.
Lynch entrou em hiato no dia 31 de dezembro de 2021. O vocalista relatou que estava com dificuldade de escrever as canções para a banda. Ele retomou sua carreira solo e em 12 de agosto de 2022, o videoclipe da canção "Shichiseki no Rai", dirigido por Masaki Okita, foi ao ar em seu canal do YouTube. Em 31 de agosto o álbum Egoist foi lançado com uma edição regular e uma limitada, no Japão e no Reino Unido pela JPU Records. Colaborou com o álbum o guitarrista Pablo (do Pay money to my Pain), que já havia colaborado em Souen -Funeral-. Uma sessão de autógrafos aconteceu em 4 de setembro na Tower Records em Shinjuku. Em setembro de 2022, Lynch voltou a ativa.
Hazuki lançou mais um single em janeiro de 2023, chamado "Renge Kyo".

## Vida pessoal
Hazuki (nome real não divulgado) nasceu na cidade de Kasugai em 10 de dezembro de 1982. Seus pais se divorciaram cedo e ele foi criado por seus avós. Cursou o ensino médio na Nagakute High School, mas não completou. Foi presidente do clube de badminton do colégio e trabalhou em uma loja de conveniência por meio período.
Alguns dos hobbies do cantor são pesca, tatuagens e videogames. Ele se comunica de forma ativa em seu Twitter.

## Influências
Hazuki é fã confesso de bandas visual kei, e a primeira que conheceu foi Luna Sea. Após ouvir Kuroyume, se inspirou no cantor Kiyoharu e se tornou um vocalista. Suas composições possuem grande influência da música ocidental, e as bandas estrangeiras que ele cita como influência são Skid Row e Pantera.

## Discografia
Álbuns de estúdio
| Título          | Lançamento             | Posição na Oricon | Posição na Oricon | Posição na Oricon |
| Título          | Lançamento             | Semanal           | Diária            | Indies            |
| --------------- | ---------------------- | ----------------- | ----------------- | ----------------- |
| Souen -Funeral- | 16 de setembro de 2020 | 15                | 9                 | -                 |
| EGØIST          | 31 de agosto de 2022   | 29                | -                 | 2                 |

Singles
- "Xanadu/Heroin(e)" (26 de março de 2022)
- "+Ultra/Am I a LØser?" (25 de abril de 2022)
- "Renge Kyo" (25 de janeiro de 2023), posição na Oricon: 26[21]

Colaborações
- gene (Pay Money to My Pain)
- "Nemesis" (Takayoshi Ohmura)
- "Dictator ship" (Mephistopheles)
- "Memai" (Mucc)